# Cynthia Lummis
Cynthia Lummis (nom prononcé en anglais : /ˈlʌmɪs/), née le 10 septembre 1954 à Cheyenne (Wyoming), est une femme politique américaine. Membre du Parti républicain, elle est sénatrice du Wyoming au Congrès des États-Unis depuis 2021. Elle est auparavant élue du district at-large de l'État à la Chambre des représentants des États-Unis de 2009 à 2017.

## Biographie

### Engagement politique
Cynthia Lummis est membre de la Chambre des représentants du Wyoming de 1979 à 1983, puis de 1985 à 1993. Elle rejoint ensuite le Sénat du Wyoming (1993-1995), avant d'être élue trésorière de l'État (1999-2007).
Elle est élue à la Chambre des représentants des États-Unis lors des élections de 2008, puis réélue en 2010, 2012 et 2014. Elle est membre du Freedom Caucus, qui regroupe les membres de l'aile droite du Parti républicain. Elle annonce en novembre 2015 qu'elle ne sera pas candidate à un cinquième mandat en 2016.
En juillet 2019, elle fait savoir qu'elle se porte candidate pour remplacer Mike Enzi, qui ne se représente pas au Sénat des États-Unis, lors des élections de 2020. Se positionnant en défenseur des politiques du président Donald Trump, elle fait figure de favorite à la suite de la décision de Liz Cheney de ne pas concourir à l'élection sénatoriale pour se représenter à la Chambre des représentants des États-Unis. Facilement élue avec 73,1 % des suffrages face à la démocrate Merav Ben-David, elle devient la première femme à représenter l'État au Sénat.

### Vie privée
En 1983, Cynthia Lummis épouse Alvin Wiederspahn, qu'elle rencontre au sein de la législature d'État du Wyoming. Alvin Wiederspahn est en effet élu à la Chambre des représentants du Wyoming (1979-1984) et au Sénat du Wyoming (1985-1988), sous les couleurs du Parti démocrate. Il meurt en octobre 2014,. Ils ont ensemble une fille, Annaliese.